# ديك نورمان
ديك نورمان هو لاعب كرة مضرب بلجيكي.

## وصلات خارجية
- الموقع الرسمي للاعب
- ديك نورمان على موقع رابطة محترفي التنس (الإنجليزية)
- ديك نورمان على موقع الاتحاد الدولي لكرة المضرب (الإنجليزية)
- ديك نورمان على موقع كأس ديفيز (الإنجليزية)
- ديك نورمان على موقع خلاصة التنس.كوم (الإنجليزية)
- ديك نورمان على موقع إي إس بي إن.كوم (الإنجليزية)
- أخر نتائج مباريات اللاعب
- تاريخ تصنيف اللاعب